# 乔纳森·席尔瓦 (足球运动员)
乔纳森·克里斯蒂安·席尔瓦（Jonathan Cristian Silva，1994年6月29日—）是一名阿根廷职业足球运动员，司职左后卫，效力于马来西亚超级联赛俱乐部柔佛DT。

## 职业生涯
席尔瓦是来自拉普拉塔大学生的青年队。他在2011-12赛季为拉普拉塔大学生首次登场。
2014年8月9日，席尔瓦以260万欧元的转会费加盟葡萄牙球队葡萄牙体育。
2016年，他返回祖国，以租借形式加盟博卡青年。
2018年1月31日，席尔瓦转会至意甲球队罗马。他最初与该俱乐部签订了一份为期六个月的租借合同，其中包含在合同到期时以570万欧元买断条款的条款。
2018年7月24日，席尔瓦被租借至西甲的莱加内斯，租借期为一年，其中包含在年底以300万欧元买断合同的条款。他于2019年7月正式签约。但该球队赛季末却不幸降级。
2021年8月31日，席尔瓦与赫塔费签订了一份为期四年的合同。2022年7月26日，他被租借至西乙球队格拉纳达，为期一年。
2023年8月10日，席尔瓦被租借至同为西乙的阿尔瓦塞特，租借期为2023-24赛季。
2024年8月31日，帕福斯宣布从格塔菲租借签下席尔瓦。
2025年7月6日，席尔瓦转会至东南亚的馬來西亞超級足球聯賽俱乐部柔佛DT。

## 国家队生涯
席尔瓦于2014年11月被召入阿根廷国家足球队，并于11月12日在对阵克罗地亚的比赛中首次亮相，接着又在11月18日对阵葡萄牙的比赛中第二次登场。